# Украдена љубав
Украдена љубав (шп. Lo que la vida me robó) мексичка је теленовела, продукцијске куће Телевиса, снимана током 2013. и 2014.
У Србији је 2014. и 2015. емитована на телевизији Прва.

## Радња
Монсерат је млада и лепа богаташица, која је одувек била окружена луксузом. Међутим, дозвољава да мајка Грасијела управља њеним животом - то је госпођа која ни по коју цену не жели да изгуби углед и социјални статус, упркос томе што је њен супруг Лауро Мендоза на ивици банкрота.
Кријући се од манипулативне мајке, Монсерат се упушта у љубавну везу са маринцем Хосеом Луисом и не пада јој на памет да се уда за Себастијана де Икасу, богаташа којег јој је Грасијела наменила. Са друге стране, Хосе Луис је свестан да га Монсератина породица никада неће прихватити, јер нема шта да јој понуди.
Истовремено, Алехандро, који ради на оближњој хацијенди, сазнаје да је његов отац сурови богаташ Бенхамин Алмонте, који умире неколико минута након што му саопшти истину. Потресен због новонасталих околности, Алехандро те ноћи среће Монсерат, у коју се безнадежно заљубљује на први поглед.
Монсерат раскида веридбу са Себастијаном, што излуђује Грасијелу, која је у том браку видела једини начин за спас од банкротства. Међутим, она врло брзо почиње да размишља о новом кандидату за зета, а када сазна да је Алехандро наследник покојног Дон Бенхамина, сматра да је савршена прилика за њену кћерку.
Очајна јер се плаши да би могла да остане на улици, Грасијела тражи финансијску помоћ од Алехандра. Он пристаје да јој помогне, под условом да му допусти да се удвара њеној кћерки. Прорачуната жена истог тренутка прихвата његов услов, обећавајући новопеченом богаташу да Монсерат никада неће сазнати за тај договор.
Недуго потом, Грасијела сазнаје да је њена кћерка у вези са Хосеом Луисом и уз помоћ сина Димитрија кује план да растави младе љубавнике, како би Алехандру ослободила пут до Монсератиног срца. Постиже да се Монсерат врло брзо разочара у свог вољеног, када га полиција оптужи за злочин који није починио.
Ситуација се компликује када Грасијела схвати да Монсерат не жели ништа са Алехандром, због чега је приморана да јој каже истину о финансијској ситуацији породице. Иако је свесна да ће тако погазити све своје принципе, Монсерат пристаје да се уда за Алехандра, не би ли своје најмилије спасла готово неизбежне пропасти. Међутим, Хосе Луис је одлучан да се врати у њен живот и исприча јој истину о свему што се догодило, али стиже касно - његова драга сада је супруга Алехандра Алмонтеа. Сели се на супругово имање, а брак јој постаје пакао у коме влада неповерење. Ипак, како време одмиче, Монсерат схвата да се Алехандро мења.
За то време, бежећи од правде, Хосе Луис се под туђим идентитетом запошљава као предрадник на Алехандровој хацијенди. Између двојице мушкараца одмах се рађа пријатељство, јер обојица имају исти поглед на свет и цене исте вредности. Ова ситуација узнемирава Монсерат, која се не усуђује да супругу открије идентитет новог предрадника, јер не жели да је он остави, пошто се у међувремену заљубила у њега.
Монсерат, Алехандро и Хосе Луис мораће да се суоче са бројним препрекама које им је судбина наменила, како би покушали да поврате оно што им је у прошлости живот украо: љубав и прилику да буду срећни. Најтеже ће бити Монсерат, која ће морати да донесе коначну одлуку и одабере мушкарца са којим жели да буде, слушајући само своје срце…

## Глумачка постава

### Главне улоге
| Глумац:             | Улога:                               |
| ------------------- | ------------------------------------ |
| Анђелик Бојер       | Монсерат Мендоса Ђасинти             |
| Себастијан Руљи     | Алехандро (Алмонте) Домингез         |
| Луис Роберто Гузман | Хосе Луис Алварес / Антонио Оливарес |

### Споредне улоге
| Глумац:                      | Улога:                                                |
| ---------------------------- | ----------------------------------------------------- |
| Данијела Кастро              | Грасијела Ђасинти / Гауденсија                        |
| Гретел Валдес                | Марија Самудио                                        |
| Фердинандо Валенсија         | Адолфо Аргуељес Шкорпија                              |
| Ана Берта Еспин              | Росарио Домингез                                      |
| Алберто Естреља              | Хувентино Самудио                                     |
| Маргарита Магања             | Есмералда Рамос де Соларес                            |
| Габријела Риверо             | Карлота Мендоса Санроман                              |
| Освалдо Бонавидес            | Димитрио Мендоса Ђасинти                              |
| Вероника Хаспеадо            | Хосефина Валверде                                     |
| Алексис Ајала                | Есекјел Басурто                                       |
| Илитија Мансаниља            | Анхелика Арећига Бертран                              |
| Рохелио Гера                 | Лауро Мендоса Санроман                                |
| Ерик дел Кастиљо             | свештеник Анселмо                                     |
| Хуан Карлос Барето           | Макарио Пералта                                       |
| Серхио Сендел                | Педро Медина                                          |
| Карлос де ла Мота            | Рефухио Соларес                                       |
| Алехандра Прокуна            | Доминга Гарсија де Пералта                            |
| Луис Урибе                   | капетан Робледо                                       |
| Луис Гатика                  | Бруно                                                 |
| Алехандра Гарсија            | Надија Аргуељес де Медина(Ернандез)                   |
| Алехандро Авила              | Виктор Ернандез                                       |
| Марко Уријел                 | Ефраин Лорето                                         |
| Алфредо Адаме/Игнасио Касано | Бенхамин Алмонте                                      |
| Освалдо де Леон              | Себастијан де Икаса                                   |
| Исабела Камил                | Амелија Бертран де Арећига(Медина)                    |
| Луис Хавијер                 | Хоакин Арећига                                        |
| Наталија Хуарез              | Вирхинија Арећига Бертран                             |
| Франсиско Гаторно            | адвокат Сандро Нарваез                                |
| Лисет                        | Фабиола Гиљен Алмонте / Фабиола Алмонте Ђасинти       |
| Иван Караса                  | Томас Валверде                                        |
| Џесика Мас                   | капетан Моника Рентерија                              |
| Оскар Даниел Дуарте          | Лауро Лаурито (Алмонте) Мендоса                       |
| Ана Паула Мартинез           | Викторија Медина Аргуељес/Викторија Ернандез Аргуељес |
| Алекс Сирвент                | Ерик                                                  |
| Сантијаго Хернандез          | Кевин                                                 |